# Фёдор Бяконт
Фёдор Бя́конт — московский боярин XIV века, который считается родоначальником Игнатьевых, Плещеевых  и некоторых других дворянских родов.
Согласно Симионовской летописи, вышел из «славных и нарочитых бояр Литовских, от страны Русскыя». Переехав в Москву после разгрома Тверского княжества, стал служить московским князьям; у великого князя Симеона Гордого был путным боярином. Похоронен в Богоявленском монастыре.
Фёдора Бяконта отождествляют с боярином Фёдором Акинфовичем: научно-исследовательский музей им. А. В. Щусева выдавая паспорт памятника (надгробия) Бяконта, указал: «Бяконт Федор Акинфиевич». Однако согласно «Государеву родословцу» Фёдор Акинфович умер бездетным, но доказательств бездетности нет.

## Семья
- Его старший сын, Симеон или Елевферий, во иночестве Алексий, был воспитан митрополитом Феогностом и в 1355 году сам был поставлен Митрополитом Киевским и всея Руси. Впоследствии он был канонизован.
- Другие его сыновья имели прозвище Плещей; от одного из сыновей, Феофана, ведётся история нескольких известных дворянских родов: у Феофана было два сына —
  - Степан (Стефан), около 1392 года участвовал в мене землями и боярами между великим князем Василием Дмитриевичем и митрополитом Киприаном.
  - и второй сын, Даниил (ум. 1393), много служивший великому князю в Орде, и на Руси, и "по чужим землям";
    - внуки Степана, Василий и Фёдор Юрьевичи были у митрополита Геронтия в боярах;
      - правнуки же Степана также были в боярах: Богдан Фёдорович — у митрополита Варлаама, а Чесной Васильевич — у митрополитов Иоасафа и Макария, также и его брат, Семен Васильевич по прозванию Великий, был в боярах у митрополита.
      - Федор Васильевич Тирон (родоначальник Тироновых) в 1515 году, наместник митрополита во Владимире.

  - У другого внука Фёдора Бяконта, Даниила Феофановича, был сын Константин, сыновья которых Игнатий и Иван и стали родоначальниками Игнатьевых и Жеребцовых.
- Ещё один сын Фёдора Бяконта, Матвей, имел правнуков Семёна и Киприана Петровичей, с которых начались роды, соответственно, Москотиньевых и Пятовых.
- Ещё один значительный дворянский род, Плещеевых, пошёл от младшего сына Фёдора Бяконта Александра, который был княжеским наместником в Костроме (1375 год), потом боярином.